# Philodromus cespitum
Philodromus cespitum este o specie de păianjeni din genul Philodromus, familia Philodromidae. A fost descrisă pentru prima dată de Charles Athanase Walckenaer în anul 1802. Conform Catalogue of Life specia Philodromus cespitum nu are subspecii cunoscute.